# Лапчатка астраханская
Лапчатка астраханская (лат. Potentilla astracanica) — вид цветковых растений рода Лапчатка семейства Розовые (Rosaceae).

## Ботаническое описание
Многолетнее растение 20—30 см высотой.
Листочки стеблевых листьев продолговато-обратнояйцевидные, почти всегда в основании многопальчатые, с 5-11 короткими, почти треугольными зубцами, опушенные с обеих сторон, снизу даже шерстистые.

## Распространение
Встречается в Крыму. Растет на сухих склонах и каменистых местах.